# Aaron Wan-Bissaka
Aaron Wan-Bissaka, född 26 november 1997, är en engelsk fotbollsspelare som spelar för West Ham United.

## Karriär
Den 25 februari 2018 gjorde Wan-Bissaka sin Premier League-debut för Crystal Palace i en 1–0-förlust mot Tottenham Hotspur. Efter säsongen 2018/2019 blev Wan-Bissaka utsedd till "Säsongens spelare i Crystal Palace".
I juni 2019 värvades Wan-Bissaka av Manchester United, där han skrev på ett femårskontrakt, med en option på ytterligare ett år.